# ピンクペッパー

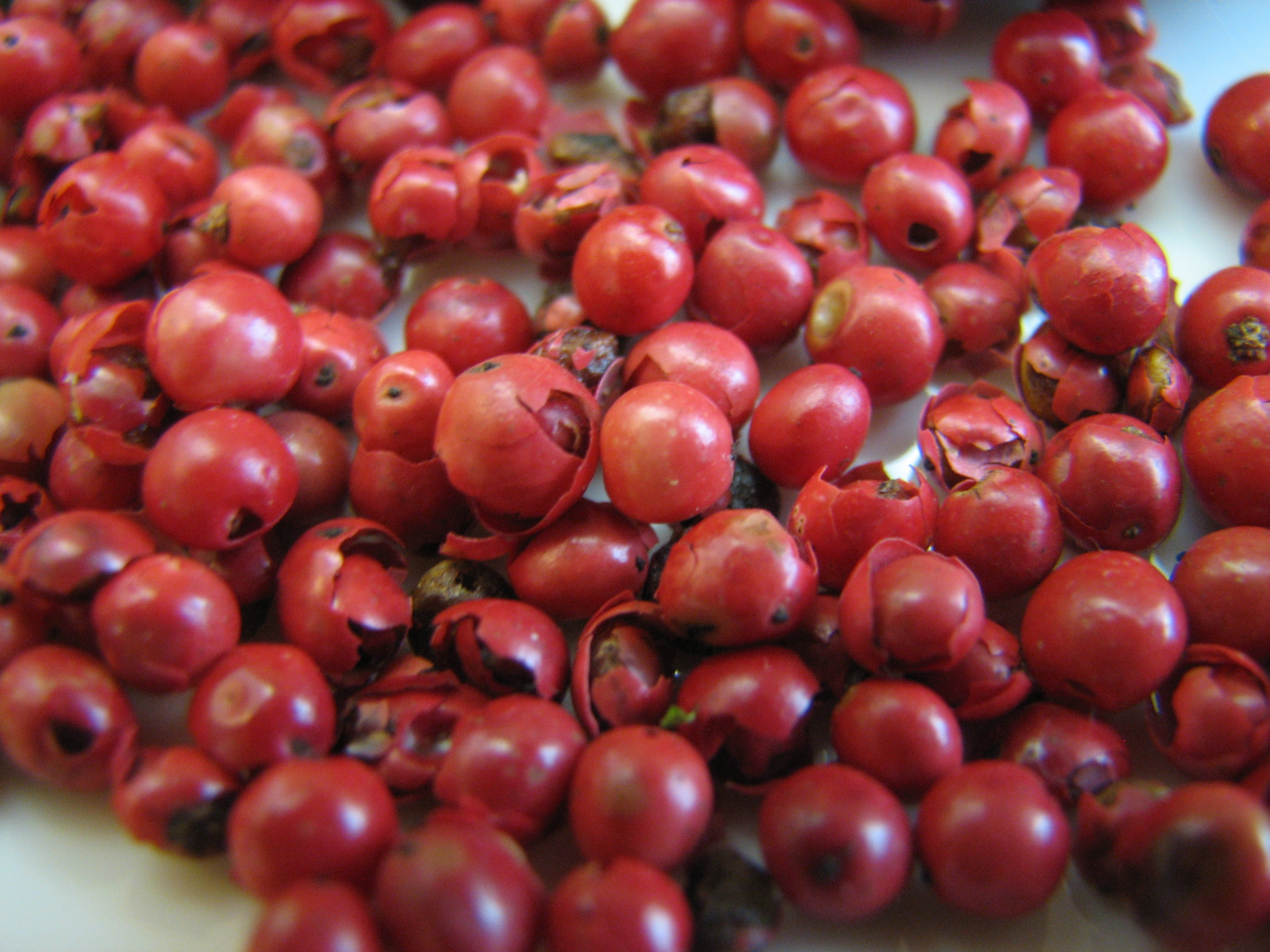
ピンクペッパー（ベ・ローズ）

ピンクペッパー（フランス語：baies roses ベ・ローズ、もしくはpoivre rose ポワヴル・ローズ）とは、コショウボクの木の実を乾燥させた香辛料の一種である。コショウボクと同じサンショウモドキ属のサンショウモドキの木の実もピンクペッパーと呼称される。日本ではセイヨウナナカマドや、熟して赤くなった完熟胡椒の事を指すこともある。
胡椒と関係なく色がピンク色で胡椒と似ていたので、ピンクペッパーと名づけられた。胡椒のフレーバーと苦味がある。